# Сьо Боку
Сьо Боку (яп. 尚 穆; 3 травня 1739 — 19 лютого 1794) — 20-й ван Рюкю в 1752—1794 роках.

## Життєпис
Походив з Другої династії Сьо. Син вана Сьо Кеі. 1752 року спадкував владу. На початку панування спирався на досвідченного сессея (першого міністра) Сайона. 1754 року отримав фіційне затвердження себе від Китаю. Того ж року наказав розчистити та відремонтувати порт в Наха.
Активно розбудовував власний палац за японським зразком, а також мавзолей свого роду. Для поліпшення управління була запроваджена система винагород, відповідно до якої посади і подарунки рисом отримували ті, хто відзначався чесністю та професіоналізмом. 1755 року до двору вана прибув посланець цінського імператора Цяньлуна — Чоу Хуан, що склав топокграфію архіпелага Рюкю.
На його час припали численні стихійні лиха, з яких найпотужнішим було цунамі 1771 року (хвилі були завишки 80-85 м), від якого особливо постраждали острови Міяко і Яеяма, а також південь Окінави. Наслідком були численні людські жертви (начасмперед на Яеямі, де загинуло 2/3 населення), знищено будівлі та врожаї. Все це викликало епідемії та голод. В подальшому часті урагани і тайфуни знищували більшу частину врожаю.
1786 року на основі китайського і японського законодавства було розроблено нову збірку законодавства Рюкю — «Рюкю-каріцу», де основу становили покарання за кримінальні злочини. 1788 року помер його спадкоємець Сьо Тецу, тому його титул спадкував онук Он.
У 1793 році вирували посуха та лісові пожежі в областях Накагамі та Куніґамі, що завдало чималих збитків. До кінця панування Сьо Боку позначилася стійка тенденція до розорення сільського населення. Причиною цьому стало зниження продуктивності сільського господарства по всій країні. У зв'язку з цим багато селян не могли сплачувати податки, в результаті спочатку ставали самі боржниками, а згодом на боржників перетворювалися громади й цілі села.
Помер Сьо Боку 1794 року. Йому спадкував онук Сьо Он.